# Широких, Фёдор Тимофеевич
Фёдор Тимофеевич Широких — советский хозяйственный, государственный и политический деятель.

## Биография
Родился в 1921 году в деревне Долгощелье. Член КПСС с 1945 года.
С 1939 года — на хозяйственной, общественной и политической работе. В 1939—1969 гг. — учитель семилетней школы, красноармеец, участник Великой Отечественной войны, командир отделения, взвода, начальник штаба партизанского отряда, комсомольский, партийный и советский работник в Белорусской ССР, первый секретарь Витебского райкома КП Белоруссии.
Избирался депутатом Верховного Совета СССР 6-го созыва.
Умер в Витебске в 1969 году.